# Гасла (фільм, 2001)
«Гасла» (албан. Parullat) — албанська кінокомедія 2001 року режисера Джерджа Схувані.

## Сюжет
Андре починає працювати вчителем біології у віддаленому гірському селі в Албанії. Його перше завдання полягає у виборі одного з двох комуністичних гасел («Вище революційний дух» або «Американський імперіалізм — паперовий тигр»). Він обирає коротше, тому що жаліє свій клас, оскільки вони повинні скласти гасло на схилі гори за допомогою білих каменів. Однак це означає, що більше гасло отримає клас Діани — вчительки французької мови, яка подобається Андре. Андре стає ворогом секретаря комуністичної організації села, коли заступається за несправедливо звинуваченого пастуха кіз, з яким він подружився. Секретар вирішив помститися Андре…

## У ролях
| Актор            | Роль     |
| ---------------- | -------- |
| Девід Елмаслларі | Девід    |
| Марко Бітраку    | Джин     |
| Меріана Деді     | Міра     |
| Артур Горішті    | Андре    |
| Бірк Хаско       | Сабаф    |
| Ніко Канкшері    | Зельман  |
| Фаділь Куївська  | Пашк     |
| Ріта Ладі        | Лум'я    |
| Роберт Ндреніка  | Леш      |
| Агін Квірягі     | директор |
| Луїза Схувані    | Діана    |
| Фестім Чела      | Фестім   |